# Kudelski
Kudelski SA (SIX: KUD
) er en schweizisk virksomhed, der producerer og sælger adgangssystemer til digital-tv, adgangsstyring, indholdsbeskyttelse og adgangssystemer til infrastruktur. De har hovedkvarter i Cheseaux-sur-Lausanne, Vaud. Kudelski har 3.233 ansatte (2022).
Virksomheden blev etableret i 1951 af Stefan Kudelski. Deres første produkt var Nagra I båndoptager, som blev lanceret i 1951. I 1953 lancerede de Nagra II. I 2001 opkøbte de østrigske Skidata.